# Prvenstvo Hrvatske u hokeju na travi 2007./08.
Prvenstvo Hrvatske u hokeju na travi.

## Sudionici
Sudionici su: zagrebački klubovi Marathon, Mladost, Jedinstvo, Trešnjevka, Mladost 2, Concordia i Zelina iz Sv. Ivana Zeline.

## Natjecateljski sustav
Igra se dvokružni liga-sustav. Za pobjedu se dobiva 3 boda, za neriješeno 1 bod, za poraz 0 bodova.

## Konačna ljestvica
| mj | klub                       | ut | pob | neod | por | golovi | bod     |
| -- | -------------------------- | -- | --- | ---- | --- | ------ | ------- |
| 1. | Mladost Zagreb             | 12 | 12  | 0    | 0   | 86:8   | 36      |
| 2. | Marathon Zagreb            | 12 | 9   | 1    | 2   | 66:15  | 28      |
| 3. | Jedinstvo Zagreb           | 12 | 7   | 2    | 3   | 56:32  | 23      |
| 4. | Concordia Zagreb           | 12 | 4   | 0    | 8   | 24:57  | 12      |
| 5. | Trešnjevka Zagreb          | 12 | 3   | 2    | 7   | 28:56  | 10 (-1) |
| 6. | Zelina (Sveti Ivan Zelina) | 12 | 3   | 0    | 9   | 19:52  | 8 (-1)  |
| 7. | Mladost 2 Zagreb           | 12 | 1   | 1    | 10  | 13:72  | 4       |

## Unutrašje poveznice
- Kup Hrvatske u hokeju na travi za muškarce 2008.
- Prvenstvo Hrvatske u hokeju na travi za žene 2007./08.

## Vanjske poveznice
- Prvenstvo hrvatske 2007./08., hhs-chf.hr  Arhivirana inačica izvorne stranice od 7. siječnja 2015. (Wayback Machine)